# Azul Linhas Aéreas
Azul ist eine brasilianische Billigfluggesellschaft mit Sitz in Barueri im Bundesstaat São Paulo. Im Jahr 2013 beförderte die Gesellschaft über 20 Millionen Passagiere.

## Geschichte

### Gründung
Gegründet wurde Azul am 5. Mai 2008 von David Neeleman, dem Gründer und ehemaligen CEO von JetBlue. Am 10. November 2008 wurde von der brasilianischen Luftfahrtbehörde der Flugbetrieb zugelassen.
Der Flugbetrieb begann am 15. Dezember 2008 mit den Linienverbindungen Campinas–Salvador und Campinas–Porto Alegre.
Der Name Azul bedeutet „Blau“ auf Portugiesisch. Der Name resultiert aus einem Wettbewerb, der vom Gründer ausgeschrieben wurde.

### Fusion mit TRIP Linhas Aéreas
Am 28. Mai 2012 wurde die Fusion der Fluggesellschaften TRIP Linhas Aéreas und Azul Linhas Aéreas bekannt gegeben. Am 6. März 2013 genehmigten die brasilianischen Behörden den Zusammenschluss. Die neue Fluggesellschaft heißt seither Azul und ist nun die drittgrößte Fluggesellschaft Brasiliens, nach LATAM und Gol.

### Expansion
Während Azul im ersten Jahr 2009 zwei Millionen Passagiere beförderte, waren es 2013 nach der Fusion bereits 20 Millionen. Sie gehört damit zu den am schnellsten wachsenden Airlines weltweit. Azul wuchs zunächst vorwiegend mit den Turboprops und Embraer-Regionaljets auf dem heimischen Markt und wurde so weltweit der größte Betreiber einer Embraer-195-Flotte. 2014 erweiterte sie die Flotte um gebrauchte Langstreckenflugzeuge des Typs Airbus A330-200, mit denen Strecken in die USA aufgenommen wurden. Am 23. April 2014 gab Azul bekannt, dass sie bei Airbus sechs A330-200 und fünf Airbus A350-900 bestellt hat, die in den nächsten Jahren ausgeliefert werden sollen.
Am 1. Dezember 2014 wurde verkündet, dass Azul 35 A320neo bestellt hat. Weiterhin gibt es Leasingkontrakte über weitere 28 Flugzeuge aus der A320neo-Familie. In Folge des Rückgangs der brasilianischen Wirtschaft 2015 und 2016 nahm die Gesellschaft im März 2017 von der Idee, fünf Airbus A350-900 einzusetzen, Abstand.

## Flugziele
Azul fliegt neben Zielen innerhalb Brasiliens auch Ziele in weiteren Ländern Südamerikas an. Außerhalb Südamerikas werden einzelne Ziele in Europa und den Vereinigten Staaten von Amerika angeflogen.

## Flotte

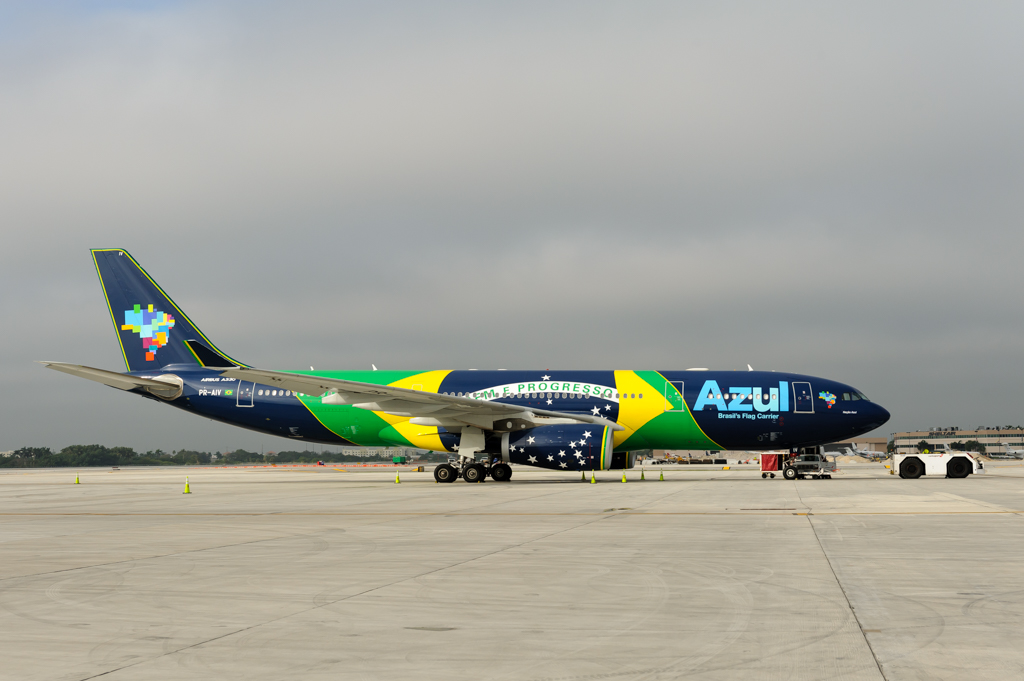
Airbus A330-200 mit Sonderbemalung

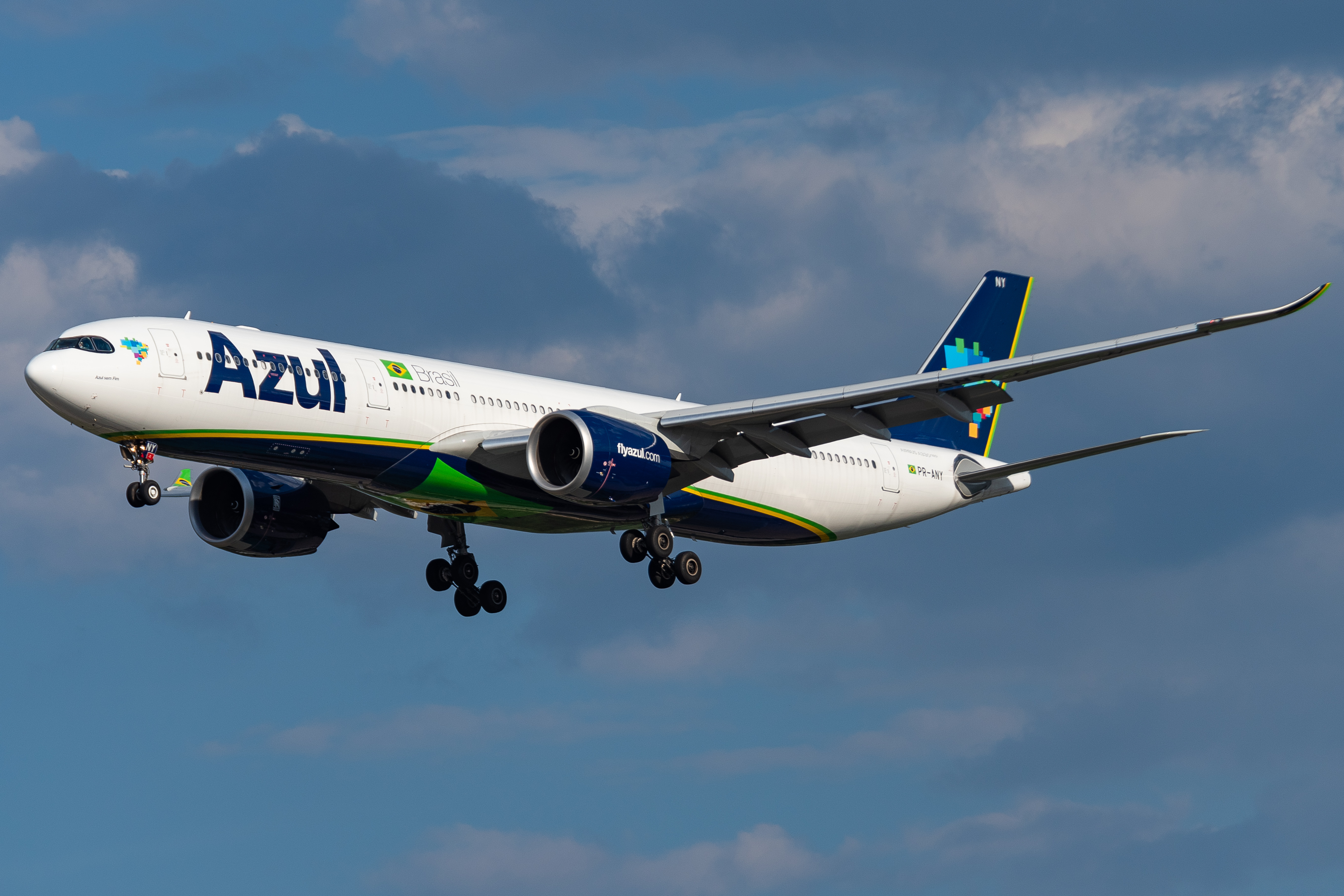
Airbus A330-900neo

### Aktuelle Flotte

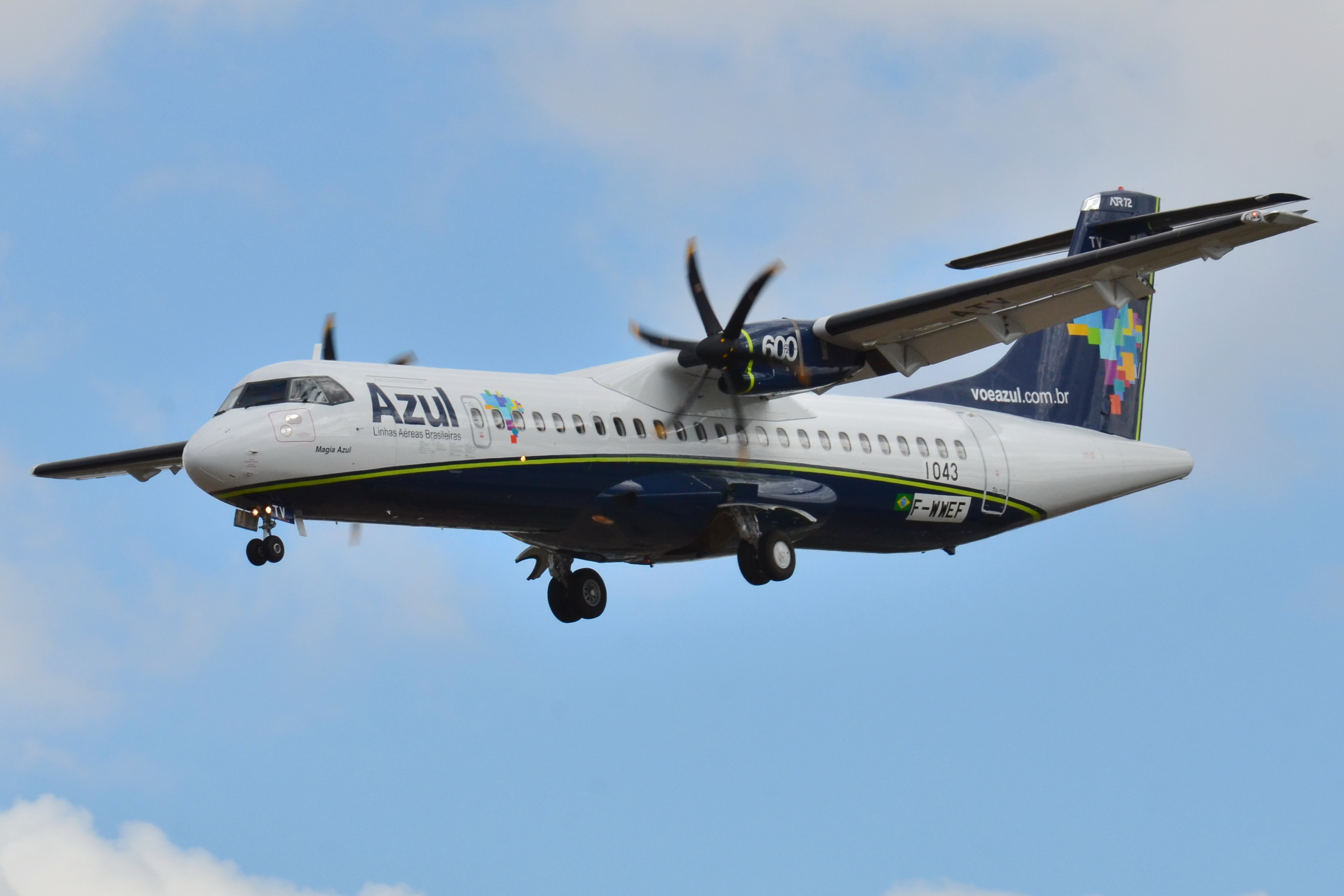
ATR 72-600 der Azul

Mit Stand April 2025 besteht die Flotte der Azul aus 191 Flugzeugen mit einem Durchschnittsalter von 8,0 Jahren:
| Flugzeugtyp        | Anzahl | bestellt | Anmerkungen                                              | Sitzplätze (Business/Economy Plus/Economy) | Durchschnittsalter |
| ------------------ | ------ | -------- | -------------------------------------------------------- | ------------------------------------------ | ------------------ |
| ATR 72-600         | 042    | 03       | elf inaktiv                                              | 70 (-/-/70)                                | 09,1 Jahre         |
| Airbus A320neo     | 051    | 12       | sechs inaktiv                                            | 174 (-/30/144)                             | 06,2 Jahre         |
| Airbus A321P2F     | 02     | 0        |                                                          | Cargo                                      | 19,0 Jahre         |
| Airbus A321neo     | 06     | 18       |                                                          | 214 (-/-/214)                              | 04,4 Jahre         |
| Airbus A330-200    | 05     | 03       |                                                          | 271 (20/100/151)                           | 20,0 Jahre         |
| Airbus A330-900neo | 07     | 07       | zwei inaktiv                                             | 298 (34/-/264)                             | 05,6 Jahre         |
| Embraer E195-E2    | 034    | 54       | fünf inaktiv; Azul ist Erstbetreiber der Embraer E195-E2 | 136 (-/-/136)                              | 02,2 Jahre         |
| Embraer ERJ-195    | 044    |          | 18 inaktiv                                               | 118 (-/-/118)                              | 12,3 Jahre         |
| Gesamt             | 191    | 97       |                                                          |                                            | 08,0 Jahre         |

### Aktuelle Sonderbemalungen
| Bemalung                                | Flugzeugtyp        | Luftfahrzeugkennzeichen | Zeitraum            | Bild |
| --------------------------------------- | ------------------ | ----------------------- | ------------------- | --- |
| Tripadvisor’s World’s Best Airline 2020 | Airbus A320neo     | PR-YRB                  | seit September 2020 | Bild gesucht Die Wikipedia wünscht sich an dieser Stelle ein Bild. Falls du dabei helfen möchtest, erklärt die Anleitung , wie das geht. |
| Pink Ribbon                             | Airbus A320neo     | PR-YRS                  | seit September 2018 | Bild gesucht Die Wikipedia wünscht sich an dieser Stelle ein Bild. Falls du dabei helfen möchtest, erklärt die Anleitung , wie das geht. |
| Viva Intensamente O Brasil              | Airbus A320neo     | PR-YSC                  | seit Januar 2021    | Bild gesucht Die Wikipedia wünscht sich an dieser Stelle ein Bild. Falls du dabei helfen möchtest, erklärt die Anleitung , wie das geht. |
| Mickey Mouse – Walt Disney World        | Airbus A320neo     | PR-YSH                  | seit August 2021    | Bild gesucht Die Wikipedia wünscht sich an dieser Stelle ein Bild. Falls du dabei helfen möchtest, erklärt die Anleitung , wie das geht. |
| Donald Duck – Walt Disney World         | Airbus A320neo     | PR-YSI                  | seit April 2022     | |
| Daisy Duck – Walt Disney World          | Airbus A320neo     | PR-YSK                  | seit Dezember 2022  | Bild gesucht Die Wikipedia wünscht sich an dieser Stelle ein Bild. Falls du dabei helfen möchtest, erklärt die Anleitung , wie das geht. |
| Brazilian Flag                          | Airbus A321neo     | PR-YJE                  | seit Dezember 2021  | Bild gesucht Die Wikipedia wünscht sich an dieser Stelle ein Bild. Falls du dabei helfen möchtest, erklärt die Anleitung , wie das geht. |
| Minnie Mouse – Walt Disney World        | Airbus A321neo     | PR-YJF                  | seit Dezember 2021  | Bild gesucht Die Wikipedia wünscht sich an dieser Stelle ein Bild. Falls du dabei helfen möchtest, erklärt die Anleitung , wie das geht. |
| Azul Viagens                            | Airbus A330-200    | PR-AIU                  | seit September 2015 | |
| Brazilian Flag                          | Airbus A330-200    | PR-AIV                  | seit August 2014    | |
| Pink Ribbon                             | Airbus A330-900neo | PR-ANV                  | seit Dezember 2020  | Bild gesucht Die Wikipedia wünscht sich an dieser Stelle ein Bild. Falls du dabei helfen möchtest, erklärt die Anleitung , wie das geht. |
| Pink Ribbon                             | ATR 72-600         | PR-AKF                  | seit September 2019 | Bild gesucht Die Wikipedia wünscht sich an dieser Stelle ein Bild. Falls du dabei helfen möchtest, erklärt die Anleitung , wie das geht. |
| Viva Intensamente O Brasil              | ATR 72-600         | PR-AKL                  | seit Januar 2021    | Bild gesucht Die Wikipedia wünscht sich an dieser Stelle ein Bild. Falls du dabei helfen möchtest, erklärt die Anleitung , wie das geht. |
| Brazilian Flag                          | ATR 72-600         | PR-AKO                  | seit Dezember 2021  | Bild gesucht Die Wikipedia wünscht sich an dieser Stelle ein Bild. Falls du dabei helfen möchtest, erklärt die Anleitung , wie das geht. |
| Sky                                     | Embraer 195        | PR-AUQ                  | seit August 2012    | Bild gesucht Die Wikipedia wünscht sich an dieser Stelle ein Bild. Falls du dabei helfen möchtest, erklärt die Anleitung , wie das geht. |
| 50 cities                               | Embraer 195        | PR-AXH                  | seit August 2020    | |
| Brazilian Flag                          | Embraer 195        | PR-AYV                  | seit September 2011 | |
| Azul viagens                            | Embraer 195        | PR-AYY                  | seit August 2012    | |
| Company Values                          | Embraer 195E2      | PR-PJN                  | seit September 2019 | |
| Pink Ribbon                             | Embraer 195E2      | PS-AEA                  | seit November 2019  | Bild gesucht Die Wikipedia wünscht sich an dieser Stelle ein Bild. Falls du dabei helfen möchtest, erklärt die Anleitung , wie das geht. |
| Tropical Spix's Macaw                   | Embraer 195E2      | PS-AEF                  | seit November 2020  | |

### Ehemalige Flugzeugtypen
In der Vergangenheit setzte Azul bereits folgende Flugzeugtypen ein:
- Airbus A320-200
- Airbus A350-900
- ATR 42-500
- ATR 72-500
- Boeing 737-400SF
- Embraer 175
- Embraer 190